# Lữ đoàn Cơ giới 3 Úc
Lữ đoàn Cơ giới 3 được quân đội Úc hình thành trong thế chiến thứ hai. Từ tháng 3 năm 1942, Lữ đoàn Kỵ binh 1 Úc đổi thành lữ đoàn cơ giới 3. Lữ đoàn này nhập vào sư đoàn cơ giới 2 vào tháng 9 năm 1942, sau đó từ tháng 10 năm 1942 đến tháng 1 năm 1943, nằm trong biên chế Quân đoàn 3 Úc. Giữa tháng giêng và tháng 9 năm 1943, lữ đoàn chuyển vào biên chế Sư đoàn Thiết giáp 1 Úc; từ táng 9 năm 1943 đến tháng 4 năm 1944, lữ đoàn nằm trong biên chế sư đoàn 2. Từ tháng 4 năm 1944, lữ đoàn trở lại hoạt động trong Quân đoàn 3 Úc cho đến khi giải tán vào tháng 8 năm 1944.

## Biên chế
Trung đoàn Cơ giới 4
Trung đoàn Cơ giới 26
Trung đoàn Cơ giới 101
Trung đoàn Kỵ binh 25